# Melocactus braunii
Melocactus braunii es una especie fanerógama de la familia Cactaceae.

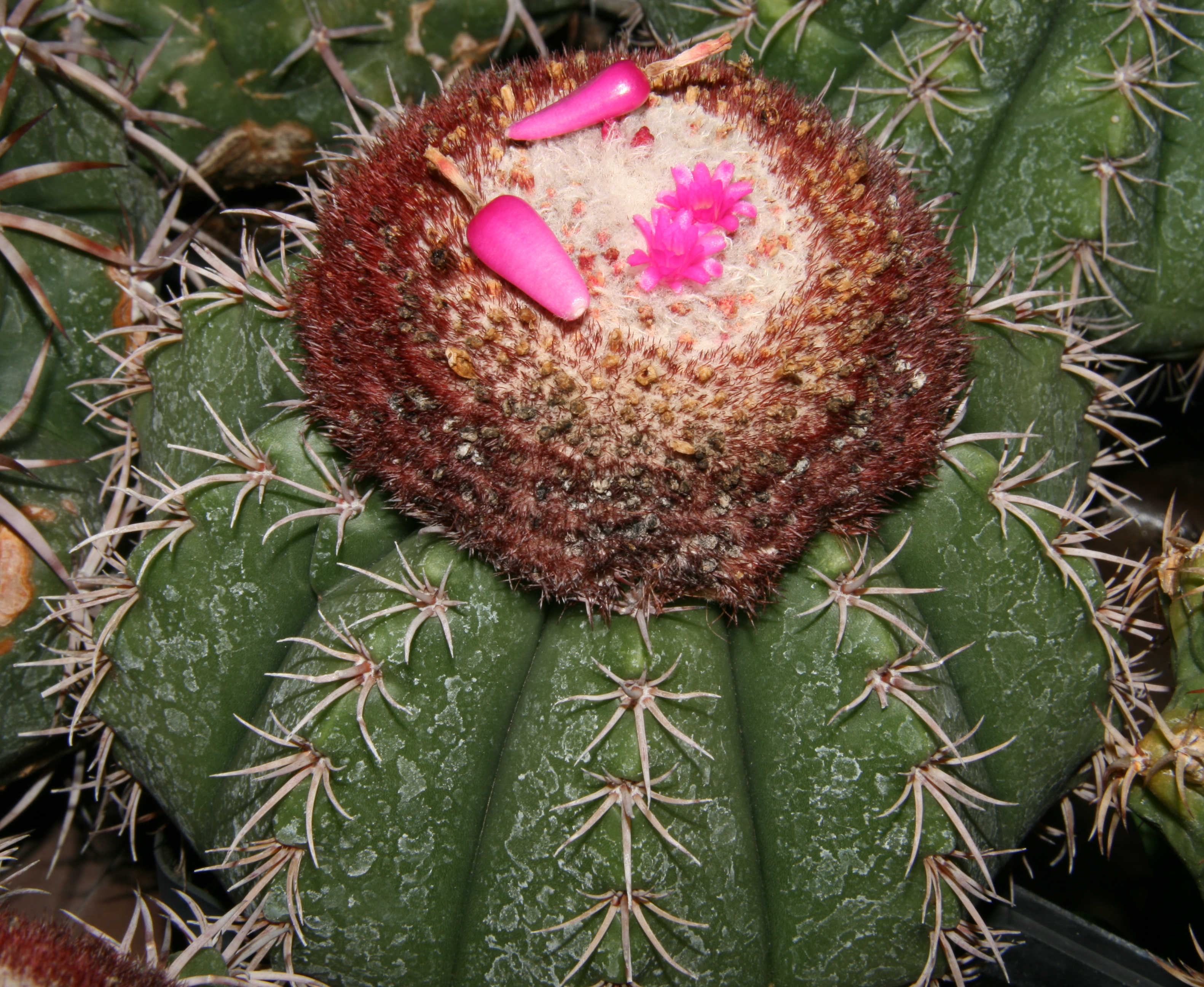
Frutos

## Descripción
Melocactus braunii es una planta de color verde oscuro opaco, esférica o ligeramente cónica que alcanza un tamaño de entre 7 8 centímetros de altura y un diámetro de 11 a 15 centímetros. Tiene 13 raros o 10 costillas, de 3 a 3,5 centímetros de ancho y 2 cm de altura en la base. Las costillas  ocho a nueve ligeramente hundidas por las areolas formadas que están a 1,5 centímetros de distancia. Al principio las espinas de color marrón rojizo, de color rosa y gris con una punta de color marrón rojizo. La única espina central se curva hacia arriba y mide alrededor de 1 centímetro de largo. Las espinas son curvas con garra o araña. El borde más inferior tiene una longitud de hasta 1,8 centímetros, mientras que los laterales 1 a 1,4 centímetros, y la parte superior 0.4 a 0.8 cm de largo. La pequeña, hecha de cerdas de lana blanca  y el cefalio mide hasta 4 centímetros de alto y alcanza un diámetro de 6 centímetros. Las flores son rosas de 1.7 a 2.1 centímetros de largo. Los frutos son 1,7 centímetros de largo y pueden alcanzar un diámetro de unos 8 mm.

## Distribución
Es endémica de Brasil.  Es una especie común en todo el mundo como planta ornamental.

## Taxonomía
Melocactus braunii fue descrita por Eddie Esteves Pereira y publicado en Brit. Cactus Succ. J. 21: 140 2003. 
Etimología
Melocactus: nombre genérico, utilizado por primera vez por Tournefort, proviene del latín melo, abreviación de melopepo (término con que Plinio el Viejo designaba al melón). Se distingue de las demás cactáceas cilíndricas por tener un cefalio o gorro rojo, razón por la que los primeros españoles que llegaron a Sudamérica le llamaban "gorro turco".
braunii: epíteto otorgado en honor del agrónomo alemán y especialista en cactus brasileños Pierre Josef Braun.
Sinonimia
- Melocactus conoideus subsp. braunii (Esteves) Guiggi	[2][3]